# IP2

Sinal do IP2

O   IP 2  - Itinerário Principal n.º 2 é um Itinerário Principal da Rede Rodoviária Fundamental de Portugal. A via rápida possui 176km.
Incluído pela primeira vez no Plano Rodoviário Nacional (PRN) de 1985, pretendia-se que o IP 2 se constituísse como uma ligação em formato de via rápida entre o norte e o sul de Portugal pelo interior do país, entre Bragança e Faro, passando pelas principais capitais de distrito (Guarda, Castelo Branco, Portalegre, Évora e Beja). No entanto, mais de vinte anos depois, este itinerário principal está longe de estar concluído, com alguns troços em serviço, outros em construção/projecto cuja função é assegurada por estradas nacionais e outros que, com a necessidade de adequar as novas vias ao tráfego previsto, foram construídos com perfil de autoestrada e integrados na rede de autoestradas, a saber:
- a A 4 entre Bragança e Macedo de Cavaleiros - parte do IP 4;
- a A 25 entre Celorico da Beira e a Guarda - parte do IP 5;
- a A 23 entre a Guarda e Gardete (Vila Velha do Ródão);
- a A 6 entre Estremoz e Évora - parte do IP 7;
- a A 2 e a A 22 entre Castro Verde e Faro - parte do IP 1.

Descontando os troços referidos acima, que se encontram integrados na rede de auto-estradas, actualmente apenas 176 dos quase 390 km previstos para o IP 2 se encontram em serviço.
Nos restantes troços, o IP2 está maioritariamente assinalado como tal e construído no perfil de via rápida:
- entre o nó da A4 em Amendoeira (Macedo de Cavaleiros) e Junqueira (Torre de Moncorvo) foi construído de raíz como via rápida sinalizada como IP2, estando integrado na Concessão Douro Interior
- entre Junqueira e o Pocinho (Foz Côa) está sinalizado como EN 102, e utiliza parcialmente o traçado original da estada nacional, à excepção das variantes construídas com a conclusão das barragens do Pocinho e do Baixo Sabor
- o atravessamento do Rio Douro é efectuado pela Barragem do Pocinho, construída em 1982
- entre Pocinho e Celorico da Beira  foi construído de raíz como via rápida sinalizada como IP2, estando integrado na Concessão Douro Interior
- entre Gardete (Vila Velha de Ródão) e Alpalhão (Nisa) é uma variante, sinalizada como IP2, sem atravessamento de localidades.Cruza o rio Tejo pelo coroamento da Barragem de Fratel
- entre Alpalhão e Portalegre está sinalizado como EN 18 e utiliza o traçado original da estrada nacional, com atravessamento de localidades
- entre Portalegre e Estremoz está sinalizado como IP2 e resulta da requalificação da EN 18 com variantes às localidades
- entre o nó de Évora nascente da A6 e o cruzamento com a estrada de Reguengos (EN 256), utiliza o antigo traçado da EN 18, atravessando a cidade
- entre o cruzamento com a estrada de Reguengos e Beja está sinalizado como IP2 e resulta da requalificação da EN 18 com variantes em vários troços
- entre Beja e Trindade está sinalizado como IP2 e resulta da requalificação da EN 122
- entre Trindade e Castro Verde está sinalizado como IP2 e resulta da requalificação da EN 391
- entre Castro Verde e Ourique está sinalizado como IP2 e resulta da requalificação da EN123

Antes da construção da A23, os troços Fratel-Castelo Branco da EN 3 e a variante à EN 18 na Covilhã também estavam sinalizados como IP2.

## O IP 2 a Norte

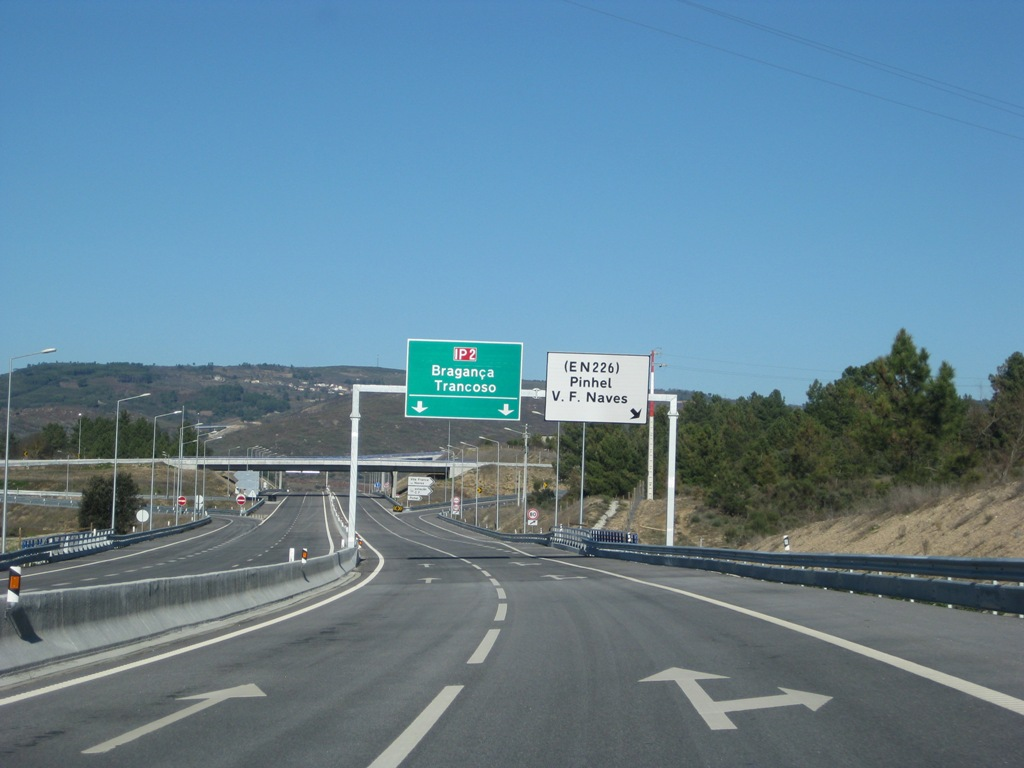
Nó de Vila Franca das Naves no IP 2, sentido sul-norte.

Apesar das mais diversas promessas relativas à construção de uma ligação rápida entre o distrito de Bragança e a Beira Interior, só muito recentemente tal aspiração se tornou realidade. O primeiro troço do IP 2, inaugurado a 16 de Setembro de 1989, ligava o Pocinho e a Ponte do Sabor, ao longo da margem dos rios Douro e Sabor. Este troço, que colmatava a não-existência da estrada nacional 102 e que passou a evitar a sinuosa passagem por Torre de Moncorvo, obrigatória até à sua abertura, foi entretanto integrado na mesma N 102, devido à inexistência de limitações de circulação.
O primeiro troço do IP 2 com perfil de via rápida viria a abrir ao tráfego já em 2002: 11 km entre o então IP 4 em Macedo de Cavaleiros e Vale Benfeito. O prolongamento para sul só viria a ganhar forma em 2008, quando o Governo lançou as bases para a denominada concessão rodoviária do Douro Interior, ganha pela Ascendi, que para além da construção dos 105 km do IP 2 até Celorico da Beira englobou a construção do IC 5 entre Murça e Miranda do Douro. Já com a concessão contratualizada e com as obras a decorrer nalguns troços, um retrocesso: o troço entre Junqueira (Vila Flor) e o Pocinho (Foz Côa) acabaria por ser retirado da concessão e suspenso devido ao parecer desfavorável dado pela Agência Portuguesa do Ambiente ao projecto. As obras dos restantes troços acabariam por ficar concluídas em 2011, reduzindo o tempo de viagem entre Bragança e a Guarda em mais de 40 minutos.
Relativamente aos troços que faltam concluir, o troço Junqueira-Pocinho encontra-se novamente em projecto, com vista a encontrar uma alternativa viável ambientalmente à travessia do Douro junto ao Pocinho, razão pela qual o anterior projecto foi chumbado. As hipóteses em cima da mesa incluem uma nova travessia, afastada do local inicialmente proposto, e o aproveitamento do troço da N 102 entre o Pocinho e a Ponte do Sabor. Foi inaugurada em 2013 uma nova travessia da Ponte do Rio Sabor, juntamente com a construção da Barragem do Baixo Sabor, em virtude de facilitar a travessia do rio Sabor, assim evitando curvas e más condições para os veículos pesados. Esta variante tem perfil de via rápida e é designada IP2.
Já o troço teoricamente mais a norte deste itinerário principal, entre Bragança e a fronteira luso-espanhola no Portelo, em pleno Parque Natural de Montesinho, foi descartado de há alguns anos a esta parte devido às enormes condicionantes ambientais, e nem a ideia de construir uma ligação com perfil de  autoestrada entre Bragança e León (Espanha) parece ter potencial para passar disso mesmo num futuro próximo.

### Estado dos Troços: Macedo de Cavaleiros - Celorico da Beira
| Troço                                        | Situação | km   | Concessão                   |
| -------------------------------------------- | --- | ---- | --------------------------- |
| Macedo de Cavaleiros ( A 4 ) – Vale Benfeito | Em serviço (2002) | 11,7 | Douro Interior              |
| Vale Benfeito – Bornes                       | Em serviço (07/2011) | 2,5  | Douro Interior              |
| Bornes - Junqueira (Vila Flor)               | Em serviço (12/2011) | 26,0 | Douro Interior              |
| Junqueira (Vila Flor) – Pocinho              | Em projeto/serviço parcialmente sem formato de IP (09/1989) entre o Pocinho e a Ponte do Sabor (12/2013) junto à 2ª Barragem do Baixo Sabor | 17   | Infraestruturas de Portugal |
| Pocinho – Longroiva                          | Em serviço (09/2011) | 18,3 | Douro Interior              |
| Longroiva (Mêda) - Trancoso                  | Em serviço (07/2011) | 26,7 | Douro Interior              |
| Trancoso – Celorico da Beira ( A 25 )        | Em serviço (12/2010) | 14,3 | Douro Interior              |

### Perfil
| Troço                             | Perfil | Extensão |
| --------------------------------- | ------ | -------- |
| Amendoeira - Macedo de Cavaleiros |        | 2 km     |
| Macedo de Cavaleiros - Junqueira  |        | 38 km    |
| (Junqueira) - (Pocinho)           |        | (17) km  |
| Pocinho - Trancoso                |        | 44 km    |
| Trancoso - Celorico da Beira      |        | 15 km    |

## O troço central (Beira Interior)
Ver artigo principal: A 23

### Antes do Plano Rodoviário Nacional de 1985
Até à década de 1980, as ligações entre as principais cidades da Beira Interior dependiam da Estrada Nacional 18, cujo traçado era ainda o original, com inúmeras curvas nas zonas montanhosas das serras da Estrela e da Gardunha, e o atravessamento dos centros das cidades da Guarda, Covilhã, Fundão e Castelo Branco, entre muitas outras localidades. Desta última cidade, as ligações ao Alentejo eram feitas através da Estrada Nacional 3 até Sarnadas de Ródão, e daí em diante pela E.N. 18, que, atravessando Vila Velha de Ródão, conduz até Nisa, transpondo a Ponte das Portas de Ródão e a zona serrana do norte alentejano.

### Construção do IP 2
Com o Plano Rodoviário Nacional de 1985 nasce o projecto do IP 2, com o objectivo de ligar todo o interior, de Bragança a Faro. Por esta altura, estava previsto que a ligação entre a Guarda e Castelo Branco fosse em formato de via rápida, a qual resultaria da construção de uma nova via entre a Guarda e Alpedrinha, e da requalificação do traçado original da E.N. 18 entre Alpedrinha e Castelo Branco, sendo construída uma variante a esta cidade. Para sul, a via rápida continuaria através do traçado requalificado da E.N. 3 até Fratel e de uma nova via daí até Gardete, ponto de onde sairiam o IP 6 (até então denominado "variante à E.N. 3") em direcção a Abrantes e Alcanena (onde se ligaria à A 1), e a continuação do IP 2 em direcção ao Alentejo através da Barragem do Fratel.
Logo em 1986 foi concluída a Variante da Covilhã, entre o Teixoso e Tortosendo. Esta obra, em conjunto com o alargamento da E.N. 18 no concelho do Fundão, permitiu a criação de um eixo de ligação rápida entre os concelhos da Covilhã e do Fundão.
Nesse ano, estavam já em conclusão a nova estrada entre Gardete e Fratel, e a requalificação da E.N. 3 entre Sarnadas e Castelo Branco, estando previsto que as obras entre Fratel e Sarnadas se iniciassem ainda em 1986.
Em 1989, foi inaugurada a variante de Castelo Branco, em formato de via rápida com nós desnivelados, que foi então sinalizada como IP 2.
A norte de Castelo Branco, o IP 2 só avançou muito mais tarde. Por se tratar de uma via estruturante na ligação entre as principais cidades da Beira Interior, foi abandonada a ideia de requalificar a E.N. 18, sendo projectada uma nova via rápida com formato de 2x2 vias com separador central. O primeiro troço a ser inaugurado nestas condições uniu Castelo Branco a Alcaria, no Fundão, tendo sido aberto ao tráfego em 1999. No entanto, o atravessamento da Serra da Gardunha era, por esta altura, efectuado através de um túnel único que servia os dois sentidos de circulação, inaugurado em 1997.

### SCUT da Beira Interior
Durante o governo de António Guterres, decidiu abandonar-se o modelo de construção directa por parte da Junta Autónoma das Estradas e construir-se o troço em falta até à Guarda através de uma Parceria Público-Privada em modelo SCUT. Todo o IP 2 já construído em formato 2x2 foi incluído na concessão, que previa, para além da construção e conservação do troço Alcaria-Guarda, a construção de um novo troço de auto-estrada entre Castelo Branco norte e Silveira, bem como a duplicação do troço da E.N. 3 entre Silveira e Gardete (então sinalizado como IP 2) e a construção do Segundo Túnel da Gardunha. A via, que teria continuidade até ao nó de Torres Novas da A1 através do então denominado IP 6 (do qual faltava apenas construir o troço de 29 km entre Mouriscas e Gardete), foi integrada na concessão Beira Interior, atribuída em 1999 à empresa Scutvias até 2029.
Em 2002 foi inaugurado o troço Teixoso-Guarda e, em 2003, os troços Alcaria-Teixoso e Gardete-Castelo Branco, e ainda o segundo túnel da Gardunha, ficando assim concluída a A 23.
Na década de 2000, durante o governo de Durão Barroso, o troço do IP 2 incluído nesta concessão passou a ser classificado como auto-estrada, recebendo o nome de A 23, apesar de grande parte do seu percurso ter sido construído com perfil de via rápida, com condições de circulação incomparavelmente inferiores às das auto-estradas do litoral do país.
Em 2010, durante o governo de Passos Coelho, a A 23 passou a ter portagens as quais já não existem desde dia 1 de Janeiro de 2025.
Posteriormente, o troço de via rápida entre Castelo Branco e Fratel, que desde a construção da A 23 apenas funcionava como alternativa a esta, retomou o nome original de E.N. 3. Com esta medida, deixou de haver qualquer via sinalizada como IP 2 entre a Guarda e Fratel, embora alguns sinais noutras estradas ainda se refiram aos troços mais antigos com esta designação.

## O IP 2 no Alentejo

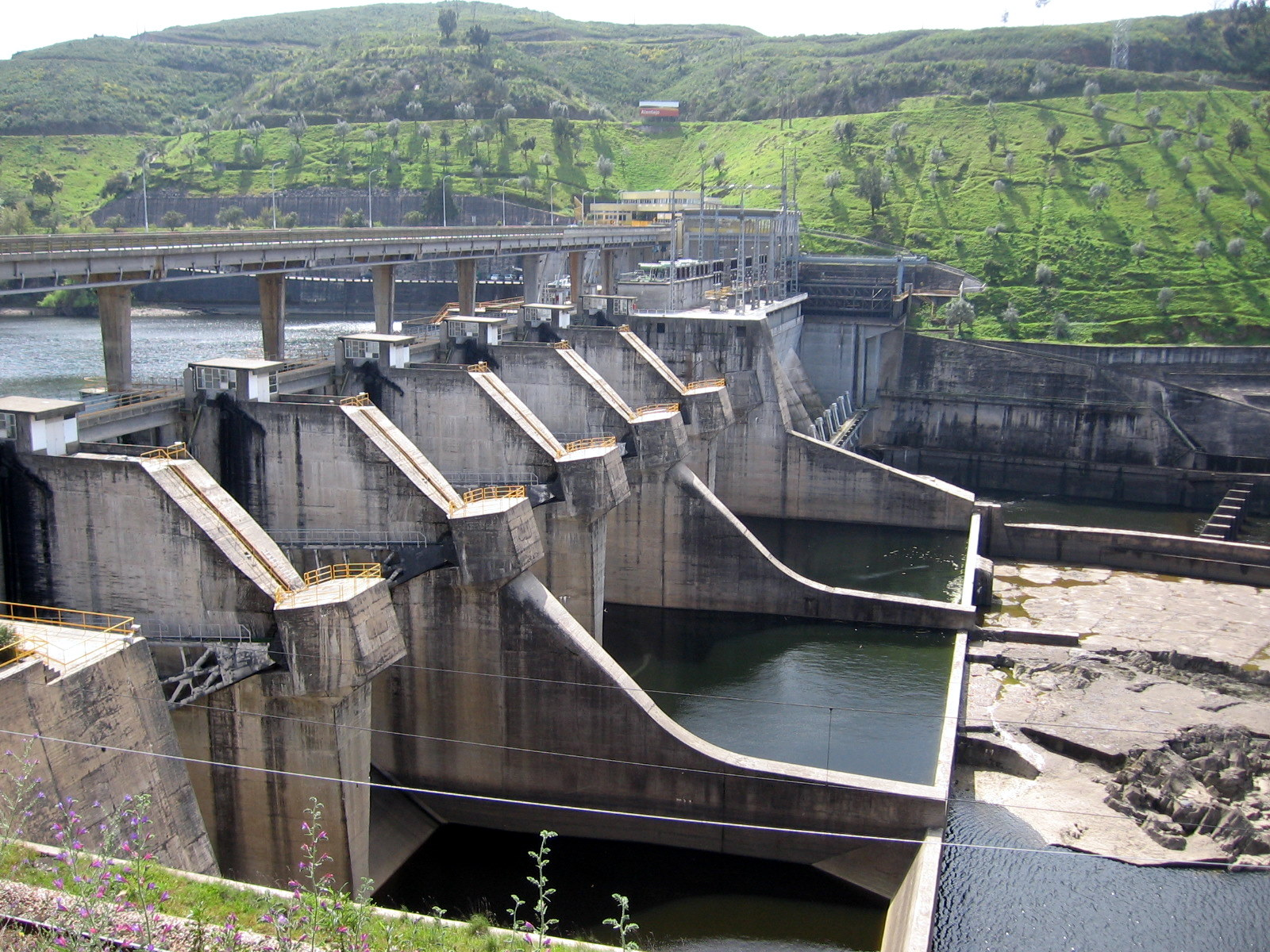
Ponte no IP 2 sobre a Barragem do Fratel.

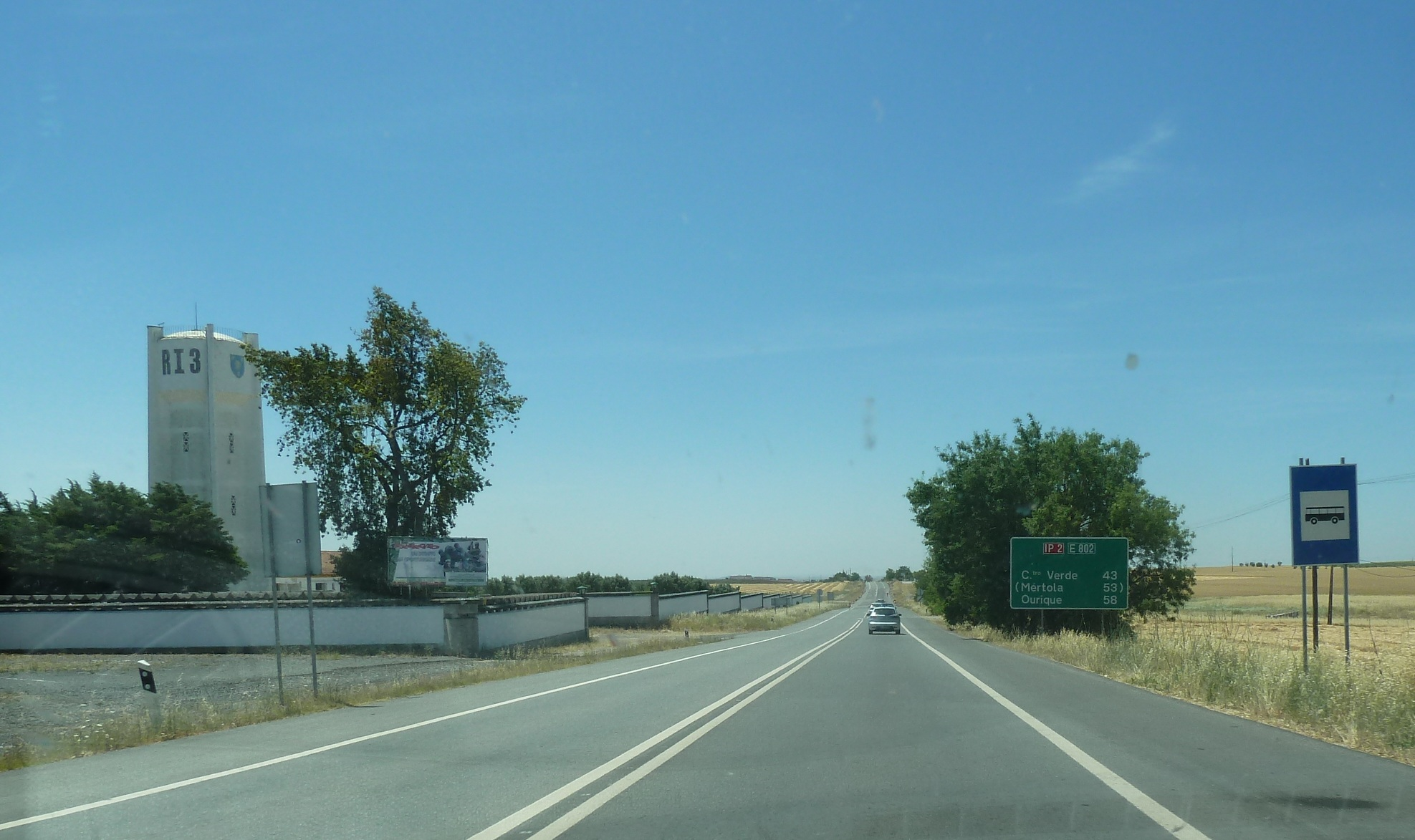
IP2 nos arredores de Beja

A sul o IP 2 está ainda longe de estar construído como uma verdadeira via rápida. De facto, apenas 104 dos mais de 240 km previstos para esta estrada entre a A 23 no concelho de Vila Velha do Ródão e a A 2 em Castro Verde se encontram em serviço com um perfil condizente com o de um itinerário principal, nos quais não se contam os 29 km entre a A 23 e Alpalhão (Nisa), que atravessam a barragem do Fratel (na foto) e possuem intersecções a nível. Entre Alpalhão e Estremoz o percurso é efetuado pela N 18, passando por Portalegre, ainda que em grande parte do seu percurso esta esteja assinalada como IP 2. Para substituir todo este trajeto está projetada uma ligação nova, de 103 km, dos quais 47 terão perfil de autoestrada (entre a A 23 e Portalegre) e os restantes serão resultantes do aproveitamento da estrada nacional entre Portalegre e Estremoz; no entanto, apesar de a sua construção já ter estado próxima de arrancar, a recente crise económica levou à suspensão da obra por tempo indeterminado. No entanto, devido à orografia  plana do terreno tipicamente alentejano, grande parte das estradas que compõe o IP 2, apenas necessitam de alargamentos, visto que são constituídas essencialmente por retas de grandes dimensões, com curvas mínimas. Por isso mesmo, foi muito mais importante ter-se construído o IP 2, em formato de via rápida nas regiões a norte, com orografia de terrenos acidentada e com frequentes curvas, do que se ter construído a Sul. O principal problema do IP 2 no Alentejo é o atravessamento de localidades, principalmente o atravessamento da cidade de Évora, o facto de grande parte dos nós de ligação não serem desnivelados e a passagem na Barragem do Fratel.
A principal deficiência na rede viária que o IP 2 virá substituir encontra-se na cidade de Évora, onde atualmente a única alternativa para as ligações norte-sul é o atravessamento da cidade. Para colmatar esta lacuna encontra-se em construção uma variante de 12,8 km em perfil de autoestrada entre o nó da A 6 e Horta das Figueiras. Essa variante já esteve em obras, mas acabou por ser suspensa em 2011, em 22 de Novembro de 2024 a obra foi retomada e está prevista a sua conclusão em 2026. A partir daí tem início um troço já em serviço até à Vidigueira. Entre a Vidigueira e São Matias estão concluídas as obras de reconversão da N 18 em itinerário principal, tal como acontece com o troço a sul de Beja até Castro Verde. Pelo meio, a variante de Beja, que terá uma extensão de 15 km em novo trajeto, encontra-se projetada mas não há indicação de que possa ser construída num futuro próximo.
O último troço do IP 2, que liga Castro Verde à autoestrada A 2, encontra-se em serviço desde 2007.

### Estado dos Troços: Envendos - Castro Verde
| Troço                                     | Situação                                            | km   | Concessão                   |
| ----------------------------------------- | --------------------------------------------------- | ---- | --------------------------- |
| Gardete ( A 23 ) – Alpalhão               | Em serviço, parcialmente sem formato de IP          | 29   | Infraestruturas de Portugal |
| Envendos ( A 23 ) – Portalegre            | Em projeto                                          | 47   | -                           |
| Portalegre – Estremoz (norte)             | Em serviço, parcialmente sem formato de IP          | 53,5 | Infraestruturas de Portugal |
| Variante de Estremoz                      | Lançado concurso público para elaboração do projeto | 3,2  | -                           |
| Estremoz – A 6                            | Em serviço (1998)                                   | 2,6  | Brisa                       |
|                                           |                                                     |      |                             |
| A 6 – Variante Nascente de Évora          | Em construção, conclusão da obra prevista para 2026 | 12,8 | -                           |
| Horta das Figueiras ( N 18 ) – São Manços | Construção suspensa por falta de verba              | 10   | -                           |
| São Manços – Vidigueira                   | Em serviço (1995)                                   | 37,1 | Baixo Alentejo              |
| Vidigueira – São Matias                   | Em serviço (04/2016)                                | 17   | Baixo Alentejo              |
| Variante de Beja                          | Em projeto                                          | 14,7 | -                           |
| Beja – Castro Verde                       | Em serviço (12/2016)                                | 39,8 | Baixo Alentejo              |
| Castro Verde – A 2                        | Em serviço (2007)                                   | 8    | Baixo Alentejo              |

### Perfil
| Troço                              | Perfil | Extensão |
| ---------------------------------- | ------ | -------- |
| Gardete - Amieira                  |        | 9 km     |
| Amieira - Alpalhão                 |        | 20 km    |
| Envendos - Portalegre (Projectado) |        | 47 km    |
| Portalegre - Estremoz (Projectado) |        | 56 km    |
| Estremoz - A 6                     |        | 2 km     |
|                                    |        |          |
| Variante Nascente de Évora         |        | 12 km    |
| Horta das Figueiras - São Manços   |        | X 10 km  |
| São Manços - Vidigueira            |        | 37 km    |
| Vidigueira - São Matias            |        | 17 km    |
| Variante de Beja (Projectado)      |        | 15 km    |
| Beja - Castro Verde                |        | 38 km    |
| Castro Verde - A 2                 |        | 8 km     |

### Áreas de Serviço e de Repouso
- Área de Repouso da Vidigueira - Fonte do Nicho (km 314)

## Nós de Ligação

### Macedo de Cavaleiros - Junqueira (Vila Flor)
| Saída           | km | Destinos                                             | Estrada que liga |
| --------------- | -- | ---------------------------------------------------- | ---------------- |
|                 | 0  | Amendoeira zona industrial                           | N 15             |
| 1               | 0  | Porto / Vila Real / Mirandela Quintanilha / Bragança | A 4 ( 35)        |
| 2               | 1  | Macedo de Cavaleiros Mogadouro                       | N 216            |
| 3               | 4  | Macedo de Cavaleiros (sul)                           | N 102            |
| 4 (sentido N-S) | 12 | Grijó Vale Benfeito                                  | N 102            |
| 5               | 14 | Bornes Vale Benfeito                                 | N 102            |
| 6 (sentido S-N) | 23 | Freixeda Trindade Mirandela                          | M 578            |
| 6 (sentido N-S) | 24 | Trindade Vila Flor por N 214                         | N 214            |
| 7               | 33 | Vila Real / Vila Flor Lodões / Assares               | IC 5 ( 10) N 102 |
| 8               | 36 | Alfândega da Fé Miranda do Douro                     | IC 5 ( 11)       |
| 9               | 40 | Junqueira                                            | N 102            |
|                 | 40 | direcção Torre de Moncorvo Pocinho Guarda            | N 102            |

### Pocinho - Celorico da Beira
| Saída | km  | Destinos                                                               | Estrada que liga |
| ----- | --- | ---------------------------------------------------------------------- | ---------------- |
| \|    | 57  | Pocinho Bragança / Moncorvo Vila Nova de Foz Côa                       | N 102            |
| 12    | 67  | Vila Nova de Foz Côa Figueira de Castelo Rodrigo São João da Pesqueira | N 102 N 222      |
| 13    | 75  | Chãs Longroiva Mêda                                                    | N 102 (N 331)    |
| 14    | 85  | Marialva Mêda                                                          | N 102 (N 324)    |
| 15    | 95  | Cogula Valdujo / Rabaçal                                               | M 591 N 102      |
| 16    | 104 | Trancoso Lamego                                                        | N 226 N 102      |
| 17    | 111 | Vila Franca das Naves Pinhel                                           |                  |
| 18    | 115 | Celorico da Beira Baraçal                                              |                  |
| 19    | 118 | Celorico da Beira / Viseu Guarda / Covilhã                             | A 25             |

### Gardete - Alpalhão
| Saída                  | km  | Destinos                                   | Estrada que liga   |
| ---------------------- | --- | ------------------------------------------ | ------------------ |
|                        | 149 | Lisboa / Abrantes Guarda / Castelo Branco  | A 23 ( 15)         |
| cruz.                  | 149 | Gardete                                    | N 359-7            |
|                        | 151 | Barragem do Fratel                         | Barragem do Fratel |
| \| cruz. (sentido N-S) | 152 | instalações/estaleiro (Barragem do Fratel) |                    |
| 20 (sentido S-N)       | 154 | Monte Claro Albarrol                       | N 359              |
| 21                     | 158 | Amieira do Tejo                            | M 528              |
| 22                     | 162 | Abrantes / Gavião Nisa / Arez              | N 118 N 364        |
|                        | 162 |                                            |                    |
|                        |     |                                            |                    |
| cruz.                  | 166 | Comenda acesso local                       | M 529              |
|                        | 166 |                                            |                    |
| 23                     | 168 | Tolosa                                     |                    |
| 24                     | 172 | Gáfete                                     |                    |
| 25                     | 176 | Alpalhão / Nisa Crato Castelo de Vide      | N 18 N 245 N 246   |
|                        | 178 | direcção Portalegre                        | N 18               |

### Évora - Vidigueira
| Saída | km  | Destinos                                                         | Estrada que liga |
| ----- | --- | ---------------------------------------------------------------- | ---------------- |
|       |     | Lisboa / Montemor Elvas / Estremoz (actual nó de Évora Nascente) | A 6 ( 6)         |
| X     |     | Évora (norte) Azaruja                                            | N 18             |
| X     |     | Évora (este) S. Miguel de Machede Redondo                        | N 254            |
| X     |     | Évora (sul)                                                      | N 18             |
|       |     |                                                                  |                  |
|       | 281 | proveniente de Évora                                             | N 18             |
| 33    | 281 | Reguengos de Monsaraz Mourão                                     | N 256            |
| 34    | 286 | São Manços                                                       |                  |
| 35    | 293 | Monte do Trigo                                                   |                  |
| 36    | 305 | Portel Alqueva Viana do Alentejo                                 | N 384            |
| 37    | 314 | Santana Mendro                                                   |                  |
| 38    | 318 | Vidigueira (norte)                                               |                  |
| 39    | 326 | Vidigueira (sul) Vila de Frades                                  |                  |
| 40    | 331 | Cuba Selmes                                                      | N 258-1 M 521    |
| 41    | 332 | S. Matias Apariça                                                |                  |
|       | 332 | direcção Beja                                                    | N 18             |

### Beja - Castro Verde
| Saída | km  | Destinos                                        | Estrada que liga |
| ----- | --- | ----------------------------------------------- | ---------------- |
| \|    | 347 | Beja                                            | N 122            |
| 42    | 350 | Santa Clara de Louredo Penedo Gordo             | M 513            |
| 43    | 355 | campo de tiro                                   |                  |
| 44    | 357 | Cabeça Gorda Mértola Vila Real de Santo António | N 122 N 391      |
| 45    | 360 | Trindade                                        |                  |
| 46    | 366 | Albernoa                                        | M 529            |
| 47    | 369 | acesso local                                    |                  |
| Cruz. | 377 | Entradas Carregueiro                            |                  |
| 48    | 386 | Castro Verde (norte) Aljustrel Mértola          | N 2 N 123        |
| 49    | 388 | Castro Verde (sul) Almodôvar                    | N 2              |
| 50    | 392 | Piçarras                                        |                  |
| 51    | 394 | Lisboa / Aljustrel ALGARVE / Almodôvar          | A 2              |
|       |     | direcção Ourique / IC 1                         | N 123            |

## Estudos de Traçado
1. Relatório do Projecto de Execução do IP 2 - Valbenfeito / Junqueira:
2. Resumo Não-Técnico do EIA do IP 2 - A 23 / Portalegre / A 6:
3. Relatório do Projecto de Execução do IP 2 - Évora (A 6) / São Manços:
4. Resumo Não-Técnico do EIA do IP 2 - Variante Poente de Beja: